# 内政不干渉の原則
内政不干渉の原則（ないせいふかんしょうのげんそく）とは、国家は国際法に反しない限り、一定の事項について自由に処理することができる権利をもち、逆に他国はその事項に関して干渉してはならない義務があるという、国家主権から導出される原則をさす。そして、こういった国家が自由に処理できる事項のことを、国内管轄事項または国内問題という。

## 概要
山本草二によれば、不干渉義務は歴史的に三段階の進展を遂げたとする。第一期は19世紀、主権の本質論により不干渉義務が根拠づけられ、戦争は適法な権利行使として容認される一方、戦争に至らない「命令的･圧政的干渉」（authoritative and dictatorial intervention）は不干渉義務原則のもとで許されないものとされた。第二期20世紀初頭では、戦争の違法化の流れの中で、不干渉義務の対象事項の範囲は「国際法上専ら国家の管轄に属する事項」（国際連盟規約15条8項）として、国際法上の規律に服することになる。この時期における国内管轄事項のとらえ方は、国際法が直接に規律せず国家の自由裁量に委ねられている留保分野（reserved domain）として捉えられており、ある事項が国際法の規律を免れているという消極性において、当然に国内問題と認められるものであった。第三期、第二次大戦以降は、国内問題の範囲は国際法で一層明確かつ積極的に定められ、その侵害に対しては、有効に対抗できる国際法上の保護法益となってきている、と言う。

## 歴史
不干渉の原則は、国際関係の大部分を支配してきた。1930年代のスペイン内戦では、フランスとイギリスを中心に不干渉協定が結ばれ、27か国が参加した。ただし、主権国家に対する倫理的な観点だけでなく、自国の右翼勢力による影響もあった。アメリカ合衆国は基本的外交方針の一つとしてモンロー主義を掲げており、第一次世界大戦および第二次世界大戦の序盤には不干渉的立場をとっていた。その後、この原則は国際連合憲章の中心的な教義の一つとして国際法に定着し、不干渉は平和を支える重要な要素の一つとして確立された。
しかし、やがて冷戦の到来によって、「世界的な社会主義革命」の扇動や、それに対する「封じ込め」を口実に、多数の途上国への内政干渉の回数と度合が増大した。特に、「国際平和と安全」への脅威を防ぐためという建前は、国連憲章第7章に基づく干渉を可能にした。国連が抑制すべき干渉が行われても、米ソ両国が安全保障理事会において拒否権を握っていたため、国連の機能は弱かった。冷戦後も、コソボ紛争やアラブの春など、欧米による干渉行為は続いている。

## 主要な条約的根拠
国際連合憲章第2条第7項
国家間の友好関係および協力についての国際法原則に関する宣言（友好関係原則宣言、1970年国連総会決議2625）

## 解釈

### 国内管轄事項とは
かつては「国内管轄事項とは、国家の政治制度や自国民の取り扱いなど国家の存立に欠かせない重要な事項である」と実体的に考えられていたが、1923年のチュニス・モロッコ国籍法事件の勧告意見で、常設国際司法裁判所は「ある事項がもっぱら国内管轄に属するか否かは、本質上相対的な問題であり、国際法の発展に依存する」とし、国内問題の範囲は動くものとしている。このため一般に「国際法が規律せず各国の主権的裁量にゆだねられている分野」と理解されている。一方で第二次大戦後は人権の保護が国際的関心事項となり、1948年の世界人権宣言を始め様々な国際人権条約が誕生した。人権問題の発生が直ちに外国からの干渉をもたらすものではないが、大規模な、とりわけ重大な人権侵害は単に国際人権保障の観点から問題となるだけではなく、周辺地域の国際の平和と安全にも脅威となる重大な事態となる恐れがあるため正当な国際的関心事項として扱われる。さらに1993年の世界人権会議で採択されたウィーン宣言及び行動計画では「各国の歴史的、文化的背景は考慮する必要性は認めるが、人権の普遍性に疑いの余地がない」ことが明言された。このウィーン宣言及び行動計画に拠って国際連合人権高等弁務官事務所が設立され、2006年には世界の人権状況を監視し、体系的な人権蹂躙に対処するための国際連合人権理事会が設立された。

### 干渉とは
干渉とは、他国の国内管轄事項に関して武力又はその他の強制的手段を使って命令的介入を行うことである。もっとも武力行使については国連憲章2条4で原則的に禁止されているので（武力不行使原則）国内管轄事項の不干渉の問題として扱う必要はない。干渉にあたる行為としては、他国の領海内における掃海活動（コルフ海峡事件判決）や他国政府打倒の目的をもつ武装集団に対する支援・援助（ニカラグア事件判決）があげられる。また、他国の主権的権能の行使を従属させる目的で経済援助の停止などの政治的・経済的圧力の行使を行うことも干渉にあたるとされている（友好関係宣言）。なお、他国が国内統治に関して批判あるいは抗議をしたとしても、それは強制的要素を含まないので国際法上は違法な干渉にはあたらない。

## 主要な争点

### 内戦への干渉について
かつては、他国が反政府軍に対して軍事的・経済的援助をすることは違法な干渉にあたるが、逆に合法政府の要請に応じて他国が政府を支援することは干渉ではなく、協力であって違法な干渉にはあたらないとされていた。しかし、内戦は通常、国を代表する資格が争われているものだから、既存の政府から要請があったからといって、そのことをもって他国による内戦介入の合法性の根拠とすることには「自決権の尊重」という観点上問題がある。そこで今日では内戦に対する他国の不干渉義務が確立したと考えられる。友好関係原則宣言では、他国の内戦不干渉義務が明記されている。ただ、植民地独立のための内戦に関しては不干渉の原則が適用されないのではないかという問題提起がなされている。つまり、自決権の尊重という観点から、植民地本国に対する支援を慎み、従属下に置かれている人民の独立闘争を支援するべきであるといった見解がある。前者、つまり他国による植民地本国への支援の禁止については国際法上確立したと考えられるが（国連総会決議1514）、後者、つまり自決のために武力闘争を行う集団に対して支援することが認められるかには争いがある。1974年の国連総会決議3314では、植民地支配に対して抗争を行う集団には他国に対して支援を要請し、その支援を受ける権利があることが確認されたが、その支援の内容が明記されていなかった。そのため、援助の内容が精神的援助なのかそれとも精神的援助に加えて物質的援助も含むものなのかで争いが残っている。

### 人道的干渉について
人道的干渉も内政不干渉の原則に反する。しかし、国際社会において人道的干渉は内政干渉にあたるとは考えられていない。しかし、それを理由にその国の制度・法律・政府などを変更しようとした場合は完全に内政干渉である。

### 国際機関の干渉について
国際機関による内政干渉はよくあることだが、厳密に言えば加盟中の各国際条約に明記された（共同）委員会等による意見や勧告を除いては内政不干渉の原則に反している。しかしながら、このようなことが現実の国家間の問題として表面化し問題になることはあまりない。

### 不干渉原則の変遷
冷戦後は西欧諸国により、基本的人権や法の支配といった価値観をもとにした他国の国内問題に対する干渉が行われるようになっている。ただし、これらの概念はウィーン宣言及び行動計画にはその重要性が明記されたが、一般国際法上の強行規範として未だ承認されたとまでは言いがたく、民主主義の強制のための他国への干渉は、当事国の批准した条約に関するもの以外は国際法上妥当性を欠く。

## 内政干渉が議論となる例
内政不干渉の原則は歴史的に流動的に確立されてきた、国際関係における国権のありようについての主張の一つであり、国際連合における基本3原則の一つ（内政不干渉、戦争の違法化、集団安全保障）であるが、利害衝突する関係国の間で議論されることがある。
国連決議によらない経済規制、特にアメリカ覇権主義における経済制裁として議論されたものとしては、1996年のキューバ解放と民主連帯法（通称「ヘルムズ・バートン法」。アメリカによる対キューバ経済封鎖の法律。第三国との通商にも罰則が適用される。）がある。
ほか、ユーゴスラビア紛争、ソマリア内戦、ルワンダ内戦など20世紀後半の民族紛争における人道的介入について議論される。
歴史的な事件がしばしば内政不干渉の原則から論じられることがあるが、今日の観点から安直に混同したものも多く、当時の国際法体系において違法性が指摘されているわけではない。例えば、ハワイ王国へのアメリカの干渉および併合や、シッキム王国などに関して。
精神的支援は内政干渉には相当しない。外国政府や政党、市民団体からの自国文化や法体系などへの干渉的発言について、慣用的に「内政干渉」なる用語を用いられることがある。例えば、中華人民共和国政府は、チベット問題やウイグルなどにおける独立運動や、国内の劉暁波らの言論の自由を求める中国民主化運動への弾圧に対する欧米での批判について、内政干渉であるとして抗弁することが多い。しかし、こうした使用法は国際法上に明確な根拠があるものではなく、また保護する責任の放棄にもつながるものである。

## 文献情報
- 納家政嗣「自由主義と国際秩序」『一橋論叢』第125巻第4号、日本評論社（発売）、2001年、371-388頁、doi:10.15057/10411。